# کیرسارج (میشیگان)
کیرسارج (به انگلیسی: Kearsarge) یک منطقهٔ مسکونی در ایالات متحده آمریکا است که در Houghton County واقع شده‌است. کیرسارج ۳۴۲ متر بالاتر از سطح دریا واقع شده‌است.